# Toyota Castrol Team
Per saber sobre l'equip Toyota que actualment disputa el Campionat Mundial des de 2017 vegeu Toyota Gazoo Racing WRT
Toyota Castrol Team va ser l'equip oficial del fabricant japonès Toyota al Campionat Mundial de Ral·lis. Va ser gestionat des de 1972 pel pilot suec Ove Andersson.
L'equip va canviar de seu i denominació en diferents ocasions. Originalment i com a equip privat es va denominar Andersson Motorsport i tenia la seva seu a Uppsala (Suècia). Posteriorment, l'any 1975 passa a denominar-se Toyota Team Europe amb seu a Brussel·les (Bèlgica) i, finalmente, l'any 1979 trasllada la seu a Colònia (Alemanya) sota la denominació Andersson Motorsport GmbH fins a la seva dissolució l'any 1999.
Entre 1972 i 1999 l'equip disputa 121 ral·lis del Campionat Mundial, aconseguint 43 victòries i 144 podis. Aconsegueix guanyar quatre títols mundials de pilots en els anys 1990, 1992, 1993 i 1994, així com tres títols mundials d'equips els anys 1993, 1994 i 1999.
Els models de la marca més utilitzats, en les seves diverses versions i generacions, van ser el Toyota Celica i el Toyota Corolla.

## Palmarès

### Mundial de pilots (4)
| Any  | Pilot          | Vehicle                 |
| ---- | -------------- | ----------------------- |
| 1990 | Carlos Sainz   | Toyota Celica GT-Four   |
| 1992 | Carlos Sainz   | Toyota Celica Turbo 4WD |
| 1993 | Juha Kankkunen | Toyota Celica Turbo 4WD |
| 1994 | Didier Auriol  | Toyota Celica Turbo 4WD |

### Mundial d'equips (3)
| Any  | Principals pilots            | Vehicle                 |
| ---- | ---------------------------- | ----------------------- |
| 1993 | Juha Kankkunen Didier Auriol | Toyota Celica Turbo 4WD |
| 1994 | Didier Auriol Juha Kankkunen | Toyota Celica Turbo 4WD |
| 1999 | Carlos Sainz Didier Auriol   | Toyota Corolla WRC      |

## Pilots destacats
- Carlos Sainz
- Juha Kankkunen
- Didier Auriol
- Ove Andersson
- Björn Waldegard
- Hannu Mikkola
- Kenneth Eriksson
- Armin Schwarz
- Freddy Loix
- Marcus Grönholm